# Метаморфоси (Кожани)
Метаморфоси (грч. Μεταμόρφωση) је насељено место у општини Кожани у периферији Западна Македонија, Грчка. Према попису из 2021. године било је 278 становника.
Насеље је 1913. године имало 526 житеља Грка. Село се раније звало Драбутаништа.